# Tomorrow Never Knows
Tomorrow Never Knows is een lied van the Beatles, de afsluiter van hun zevende LP Revolver (1966). Zoals steeds is het nummer toegeschreven aan het duo Lennon/McCartney, hoewel het bijna volledig door Lennon is geschreven. Met zijn oosterse invloeden, dronecomposities, het gebruik van tape-loops en hallucinante sfeer staat het nummer bekend als een van de meest vernieuwende nummers in de popmuziek.

## Compositie
Tomorrow Never Knows is een van de eerste voorbeelden van dronecomposities in de popgeschiedenis. Dat houdt in dat er door het gehele nummer een aanhoudende toon klinkt. Een ander voorbeeld van drone in dezelfde periode is Venus in Furs van The Velvet Underground (1967). Lennon baseerde de tekst op een boek van Timothy Leary over het Tibetaans dodenboek. De titel is een malapropisme van Ringo Starr, net zoals A Hard Day's Night en Eight Days A Week.
Het nummer bevat erg veel studio-effecten, zoals het terugspoelen van de solo van McCartney op Taxman. Voor de tape-loops liet McCartney zich inspireren door Gesang der Jünglinge (met elektronische laagvorming van stemmen) en Kontakte (met wervelende tape-loops) van Karlheinz Stockhausen. De zang van Lennon is opgenomen met behulp van een Lesliespeaker van een hammondorgel die in de studio gebruikt werd als microfoon, waardoor de zang erg apart klinkt.

## Credits
- John Lennon – double-tracked lead vocal via een lesliespeaker, orgel en tape-loops
- Paul McCartney – basgitaar en tape-loops
- George Harrison – leadgitaar, sitar en tape-loops
- Ringo Starr – drums, tamboerijn en tape-loops
- George Martin – piano, tape-loops, producer
- Geoff Emerick – opnameleider